# Ilhas Frísias

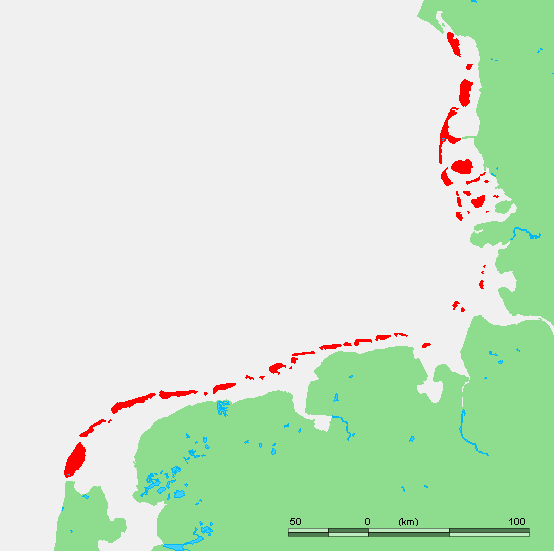
Ilhas Frísias

As ilhas Frísias (Waddeneilanden, em neerlandês; Friesische Isabel em alemão; e De Frisiske Øer, em dinamarquês) são um cordão costeiro de ilhas localizadas no norte das províncias da Holanda do Norte, Frísia e Groninga dos Países Baixos, no Norte do Frísia-Oriental em Alemanha, a oeste do Frisia do Norte na Alemanha e a oeste da Dinamarca. Este cordão marca a fronteira entre o Mar do Norte e o Mar Frísio.
As ilhas Frísias que fazem parte dos Países Baixos são chamadas as Ilhas Frísias Ocidentais. Estas ilhas são:
- Texla (ou Texel na língua neerlandesa)
- Vlieland (obs: Flevolândia é também uma província neerlandesa)
- Skylge (ou Terschelling na língua neerlandesa)
- Amelândia (ou Ameland na língua neerlandesa)
- Schiermonnikoog
- Noorderhaaks
- Richel
- Griend
- Recife (ou Rif na língua neerlandesa)
- Banco do Inglês (ou Engelsmanplaat na língua neerlandesa)
- Areia de Simão (ou Simonszand na língua neerlandesa)
- Banco de Rotto (ou Rottumerplaat na língua neerlandesa)
- Olho de Rotto (ou Rottumeroog na língua neerlandesa)

As ilhas Frísias ao norte de Frísia Oriental na Alemanha são chamadas Ilhas Frísias Orientais.
As ilhas Frísias a oeste da Frísia do Norte e a este de Dinamarca são chamadas Ilhas Frísias do Norte.

## Arqueologia
Em 2019, investigadores marítimos holandeses descobriram um naufrágio do século 16 durante uma busca por contêineres do MSC Zoe. De acordo com o Escritório Nacional do Patrimônio Cultural da Holanda, o navio foi construído por volta de 1540 na Holanda durante o reinado de Carlos V. Os pesquisadores também encontraram placas de cobre com emblema da família Fugger e vigas de madeira com um casco elegante de cerca de 30 metros de comprimento.